# Fermedo
Fermedo é uma povoação portuguesa do Município de Arouca que é sede da Freguesia de Fermedo, freguesia com 11,11 km² de área e 1261 habitantes (censo de 2021), e, por isso, uma densidade populacional de 113,5 hab./km².

## História
Foi sede de concelho até 24 de outubro de 1855, com a designação oficial de Cabeçais e Fermedo. Era constituído pelas freguesia de Fermedo e São Miguel do Mato. Tinha, em 1801, 1 598 habitantes. Após as reformas administrativas do início do liberalismo foram integradas no concelho as freguesias de Vale, Escariz, Louredo, Mansores e Romariz. Em 1849 tinha 7 242 habitantes.

## Demografia
A população registada nos censos foi:
| Distribuição da População por Grupos Etários | Distribuição da População por Grupos Etários | Distribuição da População por Grupos Etários | Distribuição da População por Grupos Etários | Distribuição da População por Grupos Etários |
| -------------------------------------------- | -------------------------------------------- | -------------------------------------------- | -------------------------------------------- | -------------------------------------------- |
| Ano                                          | 0-14 Anos                                    | 15-24 Anos                                   | 25-64 Anos                                   | > 65 Anos                                    |
| 2001                                         | 270                                          | 256                                          | 766                                          | 212                                          |
| 2011                                         | 226                                          | 138                                          | 735                                          | 241                                          |
| 2021                                         | 160                                          | 135                                          | 656                                          | 310                                          |

## Património
- Pelourinho de Cabeçais
- Igreja Matriz
- Capela de Cela
- Capela de Borralhoso
- Capela de Cabeçais
- Antiga Casa de Câmara
- Campo de futebol de Fermedo sede do UD Fermedo
- Campo da Portelada sede do ACRD Mosteirô
- Casa da Quinta do Castelo ou Casa do Castelo de Fermedo